# Afrarchaea kranskopensis
Afrarchaea kranskopensis là một loài nhện trong họ Archaeidae. Loài này phân bố ở Nam Phi.